# PRIDE Shockwave
PRIDE Shockwave fue un evento de artes marciales mixtas producido por PRIDE Fighting Championships, celebrado el 28 de agosto de 2002 en el Estadio Olímpico de Tokio de Tokio.
Con una asistencia reportada de 91.107 (aunque otras fuentes afirman 71.000), PRIDE Shockwave sigue siendo el mayor número de asistencia a un evento de MMA en vivo en la historia del deporte. El evento contó con una gran ceremonia de apertura, en la que Antonio Inoki se lanzó al estadio en paracaídas. Luego se unió a Hélio Gracie y los dos «padres fundadores de MMA» encendieron juntos una antorcha olímpica ceremonial.

## Historia
El evento estuvo marcado por el concepto freak show fight entre el brasileño Antônio Rodrigo Nogueira de 101 kg (223 lb) y el estadounidense Bob Sapp de 158 kg (350 lb). El combate tenía una regla especial que prohibía los golpes de rodilla en el suelo, lo que lo hacía más igualado. En los primeros segundos, Nogueira cayó en un martinete y recibió un golpe en la cabeza, a pesar de eso y de los fuertes golpes de Sapp, pudo defenderse durante 19 minutos y derrotar a Sapp en el segundo asalto con una barra de brazo.
El otro coestelar fue Hidehiko Yoshida contra Royce Gracie en un combate de reglas especiales con ambos peleadores usando keikogis y con golpes limitados permitidos, anunciado como una «revancha» de Masahiko Kimura contra Hélio Gracie, que había ocurrido hace 50 años antes. La pelea terminaría de manera controvertida cuando Gracie quedó atrapada con un estrangulamiento de sode guruma jime desde la montura. El árbitro sintió que Gracie se desmayaba por la llave pero no pudo verle la cara, aun así le otorgó la victoria a Yoshida por nocaut. Royce se puso de pie y protestó por la victoria, alegando que no estaba inconsciente ni golpeado y exigió a los árbitros que declararan un empate o reanudaran la pelea, la disputa pronto resultó en un caos total entre las esquinas de los dos peleadores.